# 조선민주주의인민공화국의 애국렬사
조선민주주의인민공화국의 애국렬사(愛國烈士) 또는 애국열사는 조선민주주의인민공화국의 칭호이다.

## 개요
조선민주주의인민공화국에서 혁명렬사에 다음 가는 최고 칭호에 해당한다. 1990년에 약 224명, 2006년에 약 500여 명이 애국렬사로 추대되어 평양의 신미동 애국렬사릉에 묻혀 있었다. 애국렬사릉 입구에는 "조국의 해방과 사회주의건설, 나라의 통일위업을 위하여 투쟁하다가 희생된 애국렬사들의 위훈"이 길이 빛날 것이라는 문구가 새겨져 있다.
해설강사에 따르면, “애국렬사릉에는 조국의 해방과 사회주의  건설, 나라의 통일위업을 위해  투쟁하다가 희생된 렬사들과 당 및 국가, 군대의 간부들, 과학·교육·보건·문화예술·출판·보도 부문 공로자들의 유해가 안치돼 있다”고도 한다.
조선민주주의인민공화국은 인민보건법을 통해 혁명투사, 혁명렬사 가족, 애국렬사 가족, 인민군 후방가족, 영예군인들에게 특별한 대우를 보장한다.

## 칭호를 받은 사람
다음과 같이 다양한 분야의 인물이 애국렬사 칭호를 받고 애국렬사릉에 묻혀 있다.
1. 정치인 : 홍명희, 림춘추, 강량욱, 백남운, 허헌, 여연구, 연형묵, 김무정
2. 예술인 : 최승희, 리면상, 이기영, 한설야, 조기천, 이찬
3. 과학자 : 도상록, 원하옥
4. 조선민주주의인민공화국의 로력영웅
5. 대한민국에서 활동한 조선민주주의인민공화국 지지자 : 김삼룡, 김달삼, 김종태

그러나 공개되지 않은 이유로 이장되는 경우와 정치적인 사건과 관련된 인물이 사후 복권되는 경우가 있기 때문에 명확한 파악은 어렵다. 예를 들어 한국 전쟁 중 조선인민유격대 지휘관이었던 이현상의 경우는 제1호 렬사로서 혁명렬사 칭호를 받았다는 증언이 있는 반면, 묘가 애국렬사릉에 있다는 증언도 있어 증언이 서로 엇갈린다.
2000년 6·15 남북 공동선언에 따라 송환된 비전향 장기수들은 전원 애국렬사 칭호를 받았다.

## 같이 보기
- 애국렬사릉
- 조선민주주의인민공화국의 혁명렬사

## 참고자료
- 차문석 (2006년 8월 13일). “북한의 열사릉, 그 상징과 폭력 : 혁명열사릉과 애국열사릉”. 프로메테우스. 2013년 12월 24일에 원본 문서에서 보존된 문서. 2008년 6월 21일에 확인함.